# 辻泰弘
辻 泰弘（つじ やすひろ、1955年12月27日 - ）は、日本の政治家。民主党所属の元参議院議員（2期）。
厚生労働副大臣、参議院厚生労働委員会委員長、民主党兵庫県連代表、民主党副幹事長、民主党政調副会長、政府税制調査会委員などを歴任。

## 経歴

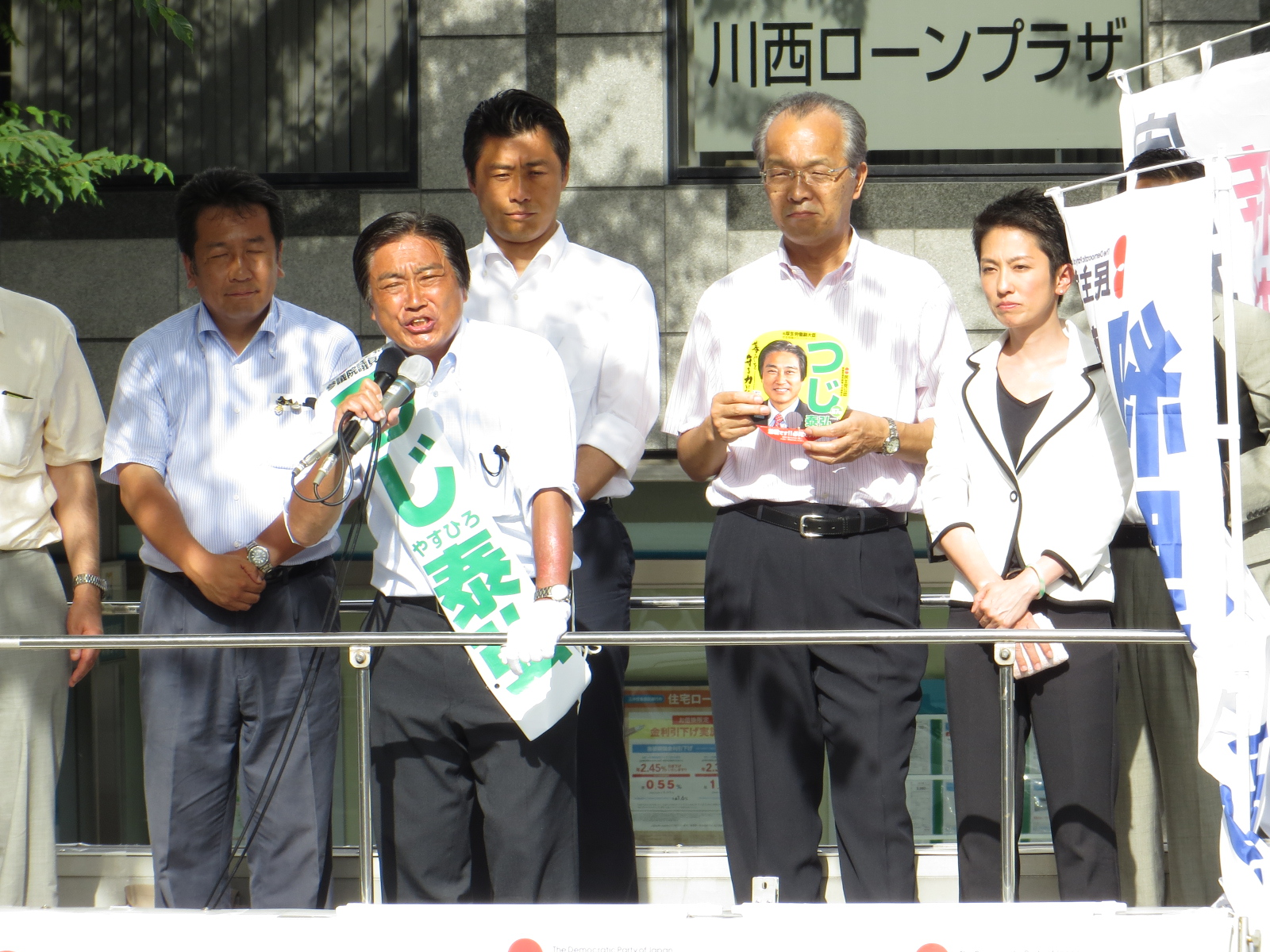
2013年7月15日、細野豪志、蓮舫、枝野幸男と共に演説に参加する辻

神戸市生まれ。芦屋市立岩園小学校、灘中学校・高等学校、東京大学教養学部教養学科国際関係論分科 卒業。
- 1978年：大学卒業後、民社党本部政策審議会に勤務。経済・財政・税制などの政策立案に従事。
- 1986年：第38回衆議院議員総選挙に旧兵庫2区から立候補し、落選。
- 1990年：第39回衆議院議員総選挙に旧兵庫2区から立候補し、落選。
- 1993年：財団法人医療経済研究機構にて、社会保障負担・国民負担、国民医療費などの研究に従事。
- 1995年：日本労働組合総連合会（連合）経済産業局部長、秘書室部長を歴任。
- 2000年：第42回衆議院議員総選挙に兵庫10区より立候補し、落選。
- 2001年：第19回参議院議員通常選挙兵庫県選挙区に立候補し、初当選。厚生労働委員会などに所属。
- 2003年：参議院厚生労働委員会の筆頭理事に就任。予算委員会などにも所属。
- 2005年：民主党兵庫県総支部連合会大会において県連代表に就任。
- 2007年：第21回参議院議員通常選挙兵庫県選挙区に立候補し、再選。
- 2009年：参議院厚生労働委員会委員長に就任。
- 2011年：野田内閣の下で、厚生労働副大臣に就任（厚生分野担当）。政府税制調査会委員に就任。
- 2012年：厚生労働副大臣を退任。民主党税制調査会副会長、医療・介護ワーキングチーム座長に就任。
- 2013年：第23回参議院議員通常選挙兵庫県選挙区から立候補し、落選。
- 2014年：第47回衆議院議員総選挙兵庫6区から立候補し、落選。
- 2024年：株式会社三ツ星ベルト社外取締役に就任[2][3]

## 人物
- 家族は妻、1男1女。干支は未年（ひつじ）。
- 趣味は山歩き、水泳、ジョギング、青春フリー切符での旅行など。
- 好きな食べ物は、そば（兵庫県内の立ち食いそば屋はほぼ把握）、野菜サラダ、モズク、ゴマ、ヨーグルトなど。
- 「仲間と飲む酒は人生最高の喜びである」をモットーとする。
- 「村山、江夏、バッキー」の時代から甲子園球場に頻繁に通っていた阪神タイガースファン。「バルボン」の頃の阪急ブレーブス西宮球場にもよく出かけた。
- カラオケでの持ち歌は、「いちご白書をもう一度」「グッバイデイ」「恋人も濡れる街角」など。
- 「まごわやさしいヨ」（まめ、ごま、わかめ等の海藻、野菜、魚介類、しいたけ等のキノコ、いも、ヨーグルト）を健康食・長寿食として勧める。
- 生誕の地は母親の実家があった神戸市東灘区本山町。父親が芦屋市打出から自転車の後ろに乗せて東灘区まで運んだ産婆さんが出産に立ち会った。
- 草花などの自然をこよなく愛した父親に導かれ小学生の頃から六甲山系をくまなく歩いた経験を持つ。国会での初質問の日は、その父親の命日であった。
- 中学・高校・大学の10年間、柔道部に在籍（柔道２段）。講道館柔道創始者の嘉納治五郎師範ゆかりの中学・高校の道場には「精力善用・自他共栄」の額。
- 中学時代は「柔道一直線」「サインはV」、高校時代は「ミュンヘンへの道」の全盛期。夜の街路でランニング、公園で腕立て伏せ、うさぎ跳びなどに励んだ。
- 自らの経験の下、スポーツや武道に励む若者にいつも捧げる言葉は「人間は流した汗の分だけ強くなれる、人間は流した涙の分だけやさしく大きくなれる」
- 高校時代、景品で「SPYセット」が当たったのを契機に同級生と「SPY団」を結成し、ガリ版刷りの「月刊ウィークリー」刊行。校内カラオケ大会で団体優勝。
- 高校時代に外交・防衛・安全保障などに関心を持ち、大学で国際関係論を専攻。卒業論文のテーマは「北方領土を繞る日ソ関係」。
- 大学時代、倍率100倍の日本経済新聞の試験に合格したが、人生かけて世のため人のために尽くす道は政治と決意、22歳で職業としての政治を選択。
- 20歳代から、後に連合会長・事務局長となる鷲尾悦也、笹森清、高木剛、草野忠義各氏らと親交を結び、働く立場、弱い立場に立つ政治の必要性を体得。
- 民社党政策審議会では経済・財政・税制の政策立案に従事。国の予算・財政制度を探求し財政の将来推計を提示。積極経済政策、税制改革などを提案。
- 医療経済研究機構では社会保障給付費・社会保障負担、国民医療費の調査・研究に従事。社会保障負担の統計を分析。国民医療費の推計手法を提示。
- 国会では厚生労働委員会、財政金融委員会、予算委員会などに所属。専門とする政策分野は、財政、税制、経済政策、社会保障、雇用・労働政策など。
- 日本民主教育政治連盟に加盟していた。

## 政治に対する基本姿勢
- 左右の全体主義に反対し、政治的・経済的・社会的・国際的平等を掲げた民主社会主義の今日的意義の追求が自らの政治活動の原点であるとし、福祉社会の実現のために必要となる公共部門や社会的規制の機能を重視する立場から、「小さな政府論」、一律的な「官から民へ」、「市場競争・規制緩和万能」の政策論に異を唱える。今日の日本の政治が、競争・効率・自己責任の論理（強者の論理）に重点を置く政治に傾斜しているとし、それに歯止めをかけ得る共生・公正・支え合いの理念に重点を置く民主・中道・リベラルの政治勢力の必要性を主張。その確立による二大政党政治の実現をめざしている。

- 自民党と切磋琢磨できる二大政党のもう一極を形成すべき政治勢力の基本姿勢として、「強者の論理に立たず、社会的に弱い立場に重きを置く」、「経済産業は大事だが、それ以前に人間がある。人間を粗末にした形での利潤追求を許さない。人間のための経済社会が目標であり、経済産業最優先（至上主義）の姿勢はとらない」、「福祉・社会保障を重視し、小さな政府論には立たない」、「労働、安全、生命、医療、衛生、環境などの社会的規制を重視し、単純な規制緩和論には反対する」、「外交面においては、強者の論理に立たない姿勢の帰結として、軍事に偏ることなく、平和的外交努力を重視する」ことを掲げている。

- 辻泰弘は、厚生労働副大臣や参議院厚生労働委員長などを務め、雇用・労働・医療・年金・介護・障がい者福祉、生活保護、薬事、子育て支援など、生活・暮らしに直結した政策課題を中心に取り組んできた政治家である。

- 「『厚生』は『生』を『厚くする』と書くが、その『生』とは、生活の『生』、人生の『生』、生命の『生』、衛生の『生』、生身の人間の『生』である、その『生』を『厚くする』ことこそが厚生労働行政の使命であり、それが即ち政治の使命でもある。この『生を厚くする』ことを政治人生の旗印とし、人間の幸せを追求する本来あるべき政治の姿を求め、ともに生きる明るい未来を築くため、人生の全てを政治に捧げたい。」（社会保険旬報　2013年1月11日号）

- 「経済を支配する論理は競争原理しかないであろうが、社会を規定する論理が競争原理になった時に、人間の幸せはない。これが私の信念であります。」（2006年3月27日、参議院本会議討論より）

- 「生命、医療、労働、安全、環境、衛生などについての規制は、いわゆる社会的規制と呼ばれるものであるが、それらは、人間が人間として生きていく上で不可欠な、人間の存在の基本にかかわる規制であり、単純に規制緩和することによって、人間が幸せになれるものではなく、また、人間のための経済社会をつくる上でプラスに作用するものでもない。無原則な規制緩和は国民福祉を損ねる危険性をはらんでいる。」（朝日新聞「私の視点」2014年5月18日など）

- 「『にんべん』に『動く』と書いて『働く』という字になることが示すように、人間にとっての労働は、その人の人生・生活にとって極めて重要な、死活的な意味を持っている。労働運動も政治もめざすところは人間の幸せにあると思うが、その幸せは人間の日々の営みの中で重いウェイトを占める雇用・労働の状態の幸せ度にかかっており、幸せの実現は雇用・労働の状態の幸せ度をいかに高め得るかに大きく依存する。」（「月刊JTU」2008年8月）

- 「資源なき日本の最大の資源は人であり、人材である。将来に向けての日本の繁栄と国民の幸せを築いていくためには、日本はこれまで以上に人を育て、国民の個性と能力が最大限に開花され得る社会をつくっていかねばならない。そのためには、社会保障、雇用・労働、教育などの分野における制度の基盤の充実・強化が不可欠である。」（2012年5月12日発表談話）

- 「書生論を申し上げるようですけれど、私は政治にかかわって33年ぐらいなんですけれども、政治とは何ぞやというふうなことを問われたときに私がいつも申しますことは、政治とは、いろんな局面があるけれども、やはり政治とは人間の幸せの追求でなければならない、政治とは人間の幸せの追求である、このように私は思っているところでございます。そして、その幸せを追求するということを考えるときに何ができるか、何をするかということになるわけですが、やはり人間としての幸せの根底に人間の存在、すなわち生きているということ、そして、できることであれば、より健康で生きているということがある、それを支えるのが医療である。すなわち、医療の幸せ度がいかほど高められるかがやはり人間の幸せ、社会全体の幸せを大きく規定するということであろうかと思います。そして、また同時に、多くの国民、人間は働いて、なりわいを得て仕事をし、生計を立て、家族共々の幸せを築いている。そういったことからいたしますと、働くという部分の固有の幸せ度、また働くということに関連する幸せ度、それをいかほど高められるかということがやはりこれまた個人にとっての、人生にとっての、またトータルとしての国民全体、社会全体の幸せも規定してくると、このように私は思っております。そういった意味で、政治が課題とすべき幸せを追求する。その上で、医療、雇用、こういった部分は本当にその中心的な柱を成す、そのように私は思って今日まで取り組んでまいりました。」　（2010年10月21日　参議院厚生労働委員会　参議院議事録）

- 選択的夫婦別姓制度導入について、賛成としている[4]。

## 国会で取り組んだ主な政策課題
- 厚生労働分野においては、社会的格差の拡大の是正、労働・安全・生命・医療・環境・衛生などに関わる規制（社会的規制）についての無分別な規制緩和政策に対する反対、 雇用・労働分野におけるセーフティーネットの強化（具体的内容は多岐にわたる）、難病対策の法制化、社会保障と税の一体改革、医療保険制度改革、年金制度改革、介護保険制度改革、少子化対策子育て支援、診療報酬改定、介護報酬改定、透析医療の改善、 医療のあるべき姿の追求（医療・薬事分野における規制の必要性）、 歯科医療に対する政策の改善、厚生年金基金制度の改革、 市町村国保の都道府県単位化、臓器移植法改正、社会保険料・労働保険料の賦課対象の見直し、社会保険庁の改革、障害者自立支援法の改正、新型インフルエンザ対策、男女雇用機会均等法改正、 生活保護制度の改善、建設国保に対する国庫負担の確保、無年金障がい者対策、社会保険労務士法改正、社会保障負担の統計における誤りの是正、労働局の不正経理の是正、BSE対策、食の安全、年金担保融資・サラ金問題の是正などに取り組んだ。
- 国土交通分野においては、交通政策基本法の法制化、タクシーの規制緩和の見直し、災害対策・震災対策、JR福知山線脱線事故を教訓とする再発防止対策、自動車関係諸税の見直しなどに取り組んだ。
- 教育分野においては、学校校舎の耐震化、義務教育に対する国庫負担の堅持などに取り組んだ。
- 財政分野においては、道路特定財源制度の改革、 国家財政、社会保障分野における財政の将来見通しの毎年度の提示（ローリングシステム）などに取り組んだ。
- 地方行財政分野においては、中核市の指定要件の緩和、地方税制、地方財政の改革などに取り組んだ。
- 選挙制度分野においては、参議院選挙制度改革、海外在住者に対する投票権の確保などに取り組んだ。
- 法務分野においては、取り調べの可視化、救済法の制定などの人権確保、司法試験合格者数の大幅拡大の見直しなどに取り組んだ。
- 国際関係分野においては、CO2排出削減問題、イラクへの自衛隊派遣に対する反対、グローバル・ヘルス（国際保健）などに取り組んだ。

```
※これらの内容の詳細は国立国会図書館ホームページ内の国会会議録検索システムにて閲覧することができる。
```

## 厚生労働副大臣として取り組んだ主な政策課題
- 厚生労働副大臣在任中には、社会保障と税の一体改革（年金・医療・介護・子育て支援・税制などの改革）、難病対策の法制化、診療報酬改定、介護報酬改定、厚生年金基金制度の改革、市町村国保の都道府県単位化、医療・薬事分野などにおける必要な規制の堅持、歯科医療に対する政策の改善、東日本大震災対策、食の安全、社会保険料・労働保険料の賦課対象の見直しなどに取り組んだ。

## 語録
- 「政治とは人間の幸せの追求である。」
- 「政治の根底には熱い血が、温かい血が流れていなければならない。」
- 「政治によって変わる生活・暮らしがある。政治によって変わる社会がある。政治によって変わる幸せがある。」
- 「『厚生』は『生』を『厚くする』と書くが、その『生』とは、生活の『生』、人生の『生』、生命の『生』、衛生の『生』、生身の人間の『生』である、その『生』を『厚くする』ことこそが厚生労働行政の使命であり、それ即ち政治の使命でもある。」
- 「労働・安全・生命、医療、環境、衛生などについての規制、いわゆる社会的規制は、人間が人間として生きていく上で不可欠な、人間の存在の基本にかかわる規制であり、単純な規制緩和によって人間が幸せになれるものではない。」
- 「経済を支配する論理は競争原理しかないであろうが、社会を規定する論理が競争原理になった時に人間の幸せはない。」
- 「人間としての幸せの根底に人間の存在、すなわち生きているということ、できることであれば、より健康で生きているということがある、それを支えるのが医療であり、医療の幸せ度がいかほど高められるかが人間の幸せ、社会全体の幸せを大きく規定する。」
- 「『にんべん』に『動く』と書いて『働く』という字になることが示すように、人間にとっての労働は、その人の人生・生活にとって極めて重要な、死活的な意味を持っている。人間の幸せは人間の日々の営みの中で重いウェイトを占める雇用・労働の状態の幸せ度にかかっており、幸せの実現は雇用・労働の状態の幸せ度をいかに高め得るかに大きく依存する。」
- 「『人間のための経済社会』を実現する。」

## 好きな言葉
「政治とは情熱と判断力との二つを駆使しながら、堅い板に力を込めて少しずつ穴を開けていく作業である。」 （マックス・ウェーバー「職業としての政治」）

## 座右の銘
泰山は土壌を譲らず、故に能くその大を為す。

## 主な新聞・雑誌への寄稿
- 「公的年金の財政検証に思う」　（「週刊社会保障」2014年6月30日掲載）
- 「国民福祉を損ねる危うさ －混合診療の解禁－」　（朝日新聞「私の視点」2014年5月18日掲載）
- 「『生を厚くする』を旗印に」（「社会保険旬報」2013年1月11日掲載）
- 「年金制度改革に対する提言（上・下）」　（「週刊社会保障」2011年6月20日、27日掲載）
- 「『脳死は一律に死』は誤解」　（朝日新聞「私の視点」2010年7月21日掲載）

## 主な著作
- 「国民医療費推計の一手法」
- 「21世紀初頭における社会保障負担、国民負担の展望」など